# Rheinische Vierteljahrsblätter
Die Rheinischen Vierteljahrsblätter, kurz RhVjbll, sind eine historische Fachzeitschrift zur Landeskunde des Rheinlands.
Sie erschien erstmals 1931, zunächst noch in einem vierteljährlichen Rhythmus, und wurde herausgegeben für das Institut für geschichtliche Landeskunde der Rheinlande von Adolf Bach, Josef Müller und Franz Steinbach beim Ludwig Röhrscheid Verlag. Als später auf eine jährliche Erscheinungsweise umgestellt wurde, blieb der Name aufgrund der inzwischen erworbenen fachlichen Anerkennung erhalten. Seit Jahren wird die Zeitschrift nun herausgegeben von der Abteilung für Rheinische Landesgeschichte des Instituts für Geschichtswissenschaft der Universität Bonn an der Rheinischen Friedrich-Wilhelms-Universität Bonn.
Seit Dezember 2016 sind die Jahrgänge 1994 bis 2014 Bestandteil der Digitalen Sammlungen der Universitäts- und Landesbibliothek Bonn und damit öffentlich zugänglich, sofern die jeweiligen Autoren einer Online-Publikation zugestimmt haben.